# جینجا، اوگاندا
جینجا (به لاتین: Jinja) یک شهر در اوگاندا است که در منطقه شرقی واقع شده‌است.

## خصوصیات
جینجا ۷۲٬۹۳۱ نفر جمعیت دارد.

## خواهرخوانده
شهر منطقه بارنت لندن خواهرخواندهٔ جینجا هست.